# Château de Bois Dieu
Le château de Bois Dieu est un édifice historique situé sur la commune de Lissieu, dans la métropole de Lyon.

## Situation
Le château est situé sur la commune de Lissieu, au nord-ouest de Lyon, à proximité du ruisseau de Semonet, affluent de l'Azergues.

## Histoire
- En 1640, Antoine Baud achète le domaine de Boscdi à Claude du Verdier, fils de l'écrivain Antoine du Verdier, et commence la construction du château.
- À la fin du XVIIe siècle, le propriétaire est M. Claustrier.
- En 1840, M. Fleurdelys acquiert le domaine ; il fait construire la chapelle située près du château.
- En 1911, M. Louis Neyron de Champollon acquiert le domaine et sa descendance composé par les familles, Neyron de Champollon, Gormand, Pouzet et Gindre vont y séjourner jusqu'à la fin des années 1970 avant sa vente à la société Breguet Construction qui va faire un lotissement dans le parc d'une qurantaine d'hectares autour du château.
- Durant l'été 1944, le 1er escadron du 8e régiment de chasseurs d'Afrique s'installe au Bois Dieu.
- Le château est actuellement situé au cœur du parc résidentiel du même nom, entre la Nationale 6 et l'autoroute A6 ; depuis 1988, la chapelle appartient à la commune de Lissieu.

## Description
- Le château est constitué d'un logis principal et de deux pavillons formant un « U » vers l'ouest.
- Le logis comprend un corps central en légère avancée surmonté d'un fronton triangulaire.
- Les toits des pavillons sont aménagés en terrasses.
- Le corps central et les pavillons sont précédés d'escaliers en pierres.

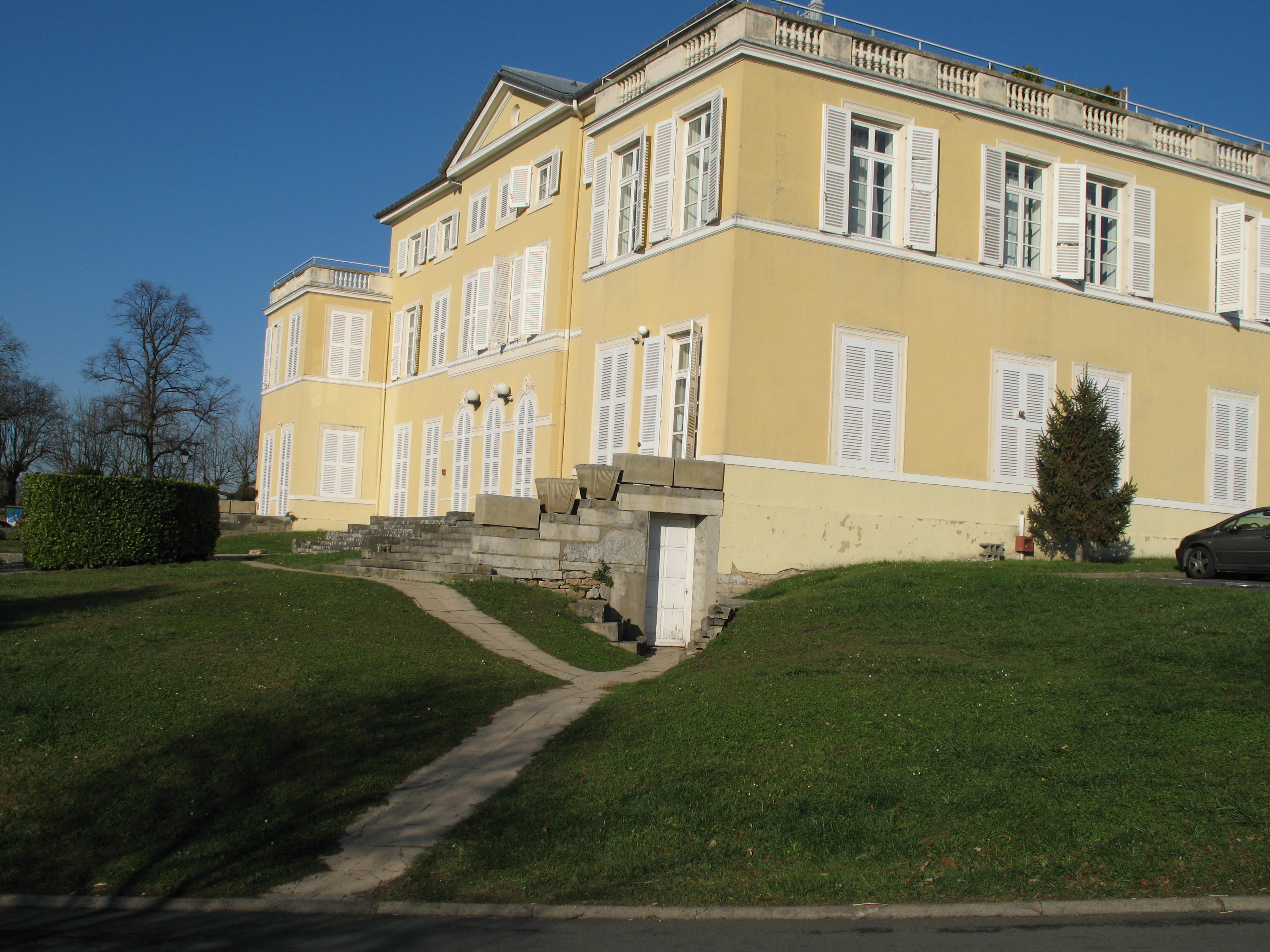
Angle façade ouest et pavillon sud
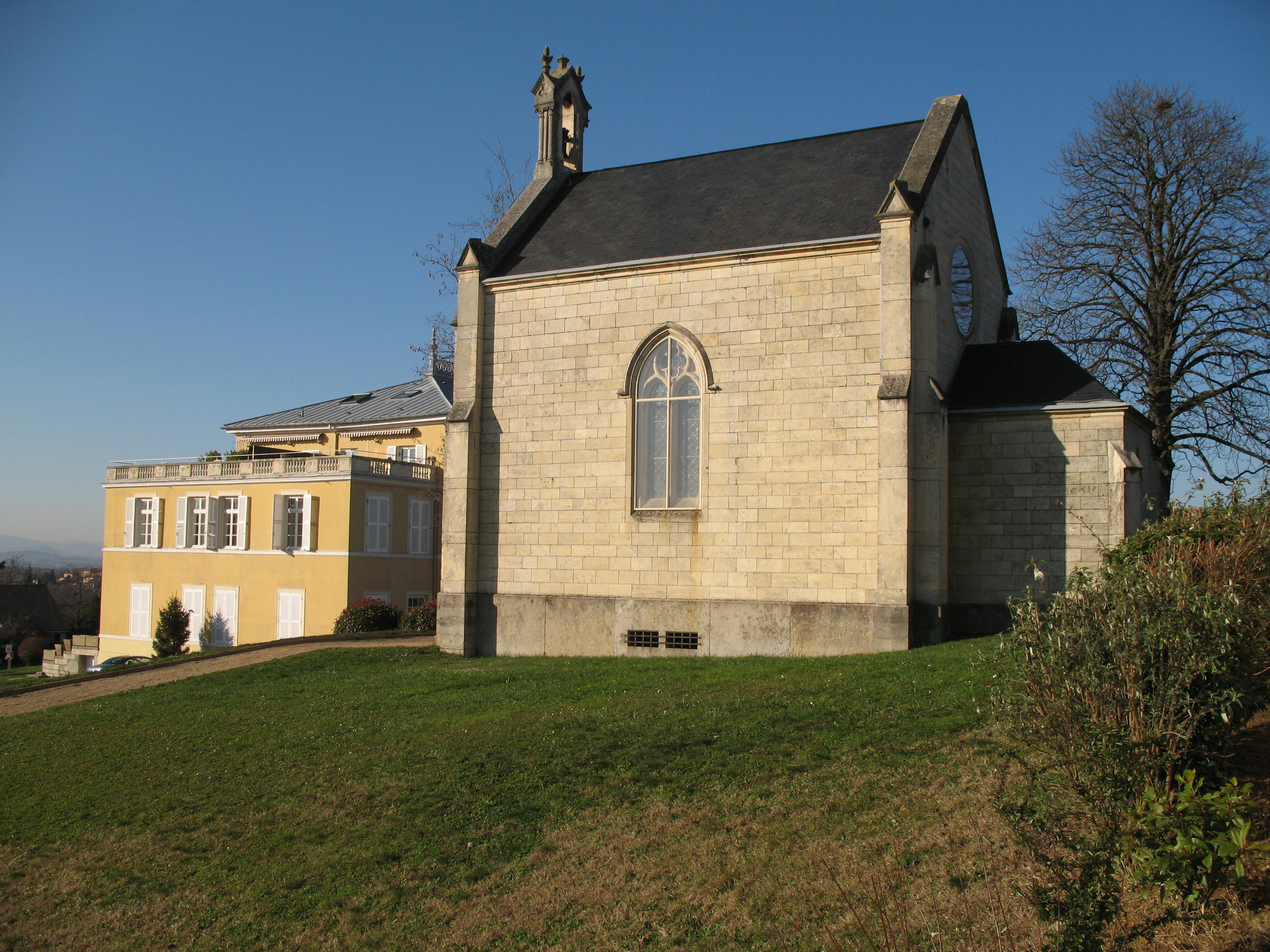
Chapelle et pavillon sud